# Gogolewko (województwo pomorskie)

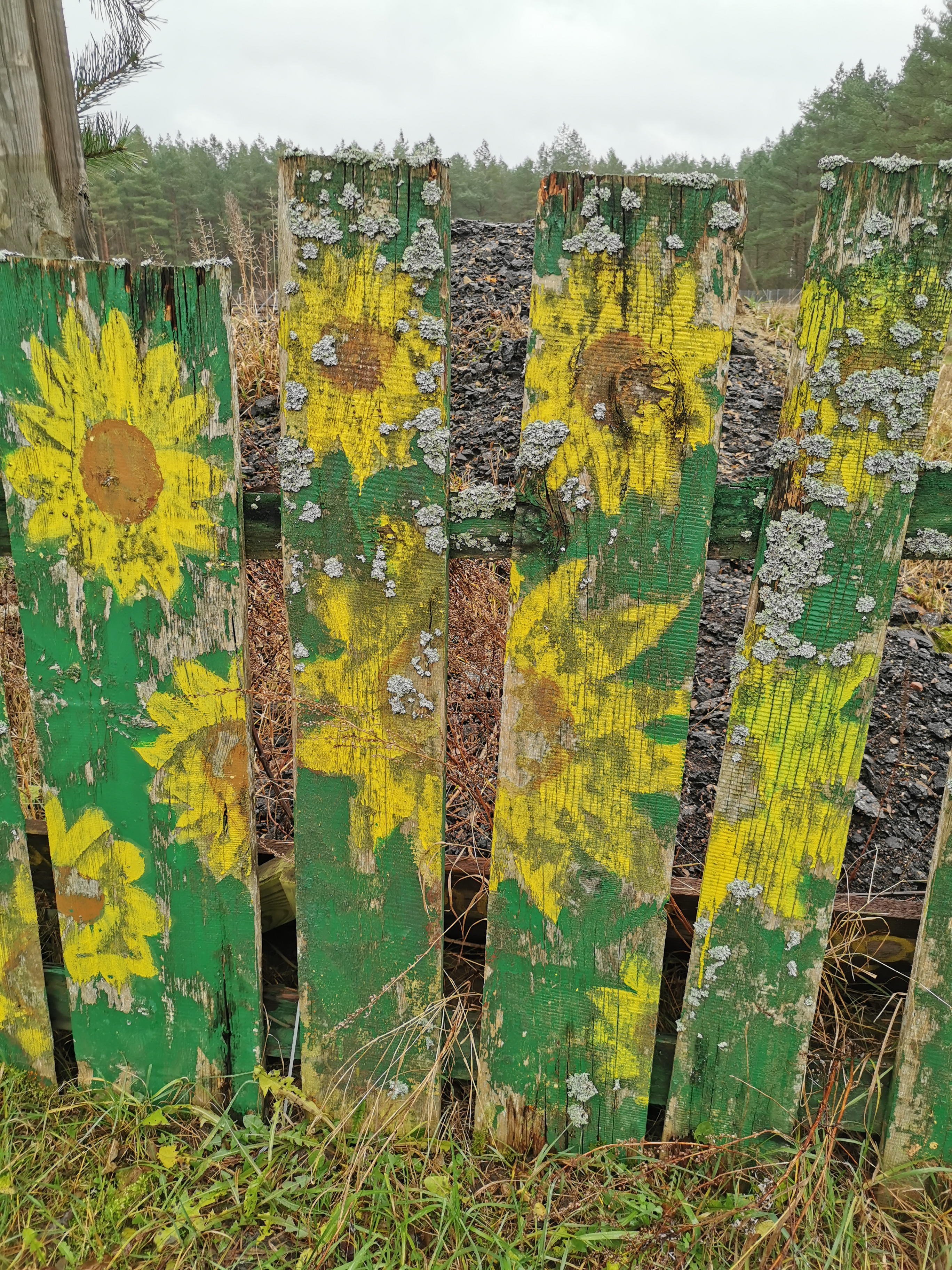
Przykład estetyzacji wsi Gogolewko w związku z realizacją koncepcji wsi tematycznej „Słonecznikowa Wieś”

Gogolewko (kaszb. Môłé Gogòlewò, Nowé Gogòlewò lub Gògòléwkò, niem. Neu Jugelow) – wieś w Polsce położona w województwie pomorskim, w powiecie słupskim, w gminie Dębnica Kaszubska. Wieś jest siedzibą sołectwa, w którego skład wchodzi również miejscowość Maleniec.
Na 30 czerwca 2018 w osadzie zamieszkiwało 95 osób. Według stanu na 30 września 2013 było to 15 osób mniej, tj. 80.
Przez wieś przepływa Struga Gogolewska o długości całkowitej około 6 km, będąca prawym dopływem Maleńca.

## Nazwa
Nazwa miejscowości jest tzw. chrztem nazewniczym i ma charakter pseudotopograficzny-relacyjny. Powstała przez zdrobnienie nazwy miejscowej Gogolewo przy pomocy formantu -k-. Niemieckie nazwy Neu Jugelow oraz starsza Klein Jugelow mają charakter topograficzny-relacyjny i powstały przez dodanie do nazwy miejscowej Jugelow „Gogolewo” wyróżników neu „nowy” i klein „mały”.
Rada Języka Kaszubskiego proponuje kaszubską formę nazwy Gògòléwkò.
Polska nazwa Gogolewko została nadana dnia 1 lipca 1947 zgodnie z Rozporządzeniem Ministrów: Administracji Publicznej i Ziem Odzyskanych o przywróceniu i ustaleniu urzędowych nazw miejscowości, zastępując niemieckie Neu Jugelow. W latach 1975–1998 miejscowość administracyjnie należała do województwa słupskiego.

## Cmentarz ewangelicki
W Gogolewku położone są dwa nieczynne cmentarze ewangelickie. Jeden z nich zlokalizowany jest na południowy wschód od zabudowań wsi, przy drodze do Maleńca. Ma on czytelne granice, dzięki zachowanemu ogrodzeniu z kamieni polnych. Część nagrobków pochodzi z lat 50. XX wieku. Znajduje się tam również charakterystyczny kamienny nagrobek w formie wysokiego cokołu. Nie jest znana dokładna data jego posadowienia, ponieważ nie zachowała się tablica inskrypcyjna.

## Ochrona przyrody
W pobliżu południowych zabudowań Gogolewka znajduje się utworzony w 2018 rezerwat przyrody „Gogolewko” o powierzchni 37,51 ha, powołany w celu ochrony m.in. kompleksu torfowisk soligenicznych. Na północ, w odległości kilkuset metrów, położony jest użytek ekologiczny „Łąki nad Ciekiem Gogolewskim”, którego zadaniem jest  ochrona przepływowych torfowisk niskich – soligenicznego, na fragmentach którego wykształciła się roślinność mechowiskowa, oraz fluwiogenicznego z turzycowiskiem.
Zarówno użytek ekologiczny, przepływająca przez wieś Struga Gogolewska, jak i fragment rezerwatu przyrody oraz jego otuliny włączone są w obszar obszaru mającego znaczenie dla Wspólnoty (projektowanego specjalnego obszaru ochrony siedlisk) „Dolina Słupi” (PLH220052) w ramach sieci Natura 2000.